# 列昂尼德·布若尔
列昂尼德·布若尔（羅馬尼亞語：Leonid Bujor，1955年11月27日—2021年1月6日），摩尔多瓦政治人物。曾在弗拉德·菲拉特内阁出任教育部长。

## 生平
2005年至2009年，担任摩尔多瓦议会议员。2009年9月至2011年1月，担任教育部长。2015年2月18日至2016年2月2日，担任摩尔多瓦共和国政府副秘书长。之后在摩尔多瓦奥林匹克委员会工作。
2021年1月6日因2019冠状病毒病逝世。

## 荣誉
- 荣誉勋章（2010年12月）[5]